# Henagere, Sagar
Henagere là một làng thuộc tehsil Sagar, huyện Shimoga, bang Karnataka, Ấn Độ.